# (7109) Гейне
(7109) Гейне (лат. Heine) — типичный астероид главного пояса, открыт 1 сентября 1983 года советским астрономом Людмилой Карачкиной в Крымской астрофизической обсерватории и 22 февраля 1997 года назван в честь немецкого поэта Генриха Гейне.

## Обнаружение и именование
(7109) Гейне
Открыт 4 августа 1983 года в Научном Л. Г. Карачкиной.
Назван в память о великом немецком поэте и писателе Генрихе Гейне (1797—1856), выдающемся мастере лирических стихотворений и политической сатиры. Название предложено по случаю двухсотлетия со дня его рождения.
Оригинальный текст (англ.)7109 Heine
Discovered 1983-09-01 by Karachkina, L. G. at Nauchnyj.
Named in memory of Heinrich Heine (1797—1856), the great German poet and writer, an outstanding master of lyric poems and political satire. The name is proposed on the occasion of two-hundredth anniversary of his birth.
Источники: DISCOVERY.DB; M.P.C. 29148.

## Физические характеристики
Астероид относится к таксономическому классу C.
По результатам наблюдений системы телескопов панорамного обзора и быстрого реагирования Pan-STARRS и наблюдений системы последнего оповещения о столкновении астероида с Землей Asteroid Terrestrial-impact Last Alert System абсолютная звёздная величина астероида сначала оценивалась равной 13,23±0,21m, позже — 13,07±0,112m и 13,16±0,174m.